# 竹北六張犁大夫第
24°48′40″N 121°01′27″E / 24.811040°N 121.024291°E
竹北六張犁大夫第，原名善慶堂，是位於臺灣新竹縣竹北市東平里的宗祠，為六家林氏的林先坤為紀念父親而在乾隆卅一年（1766年）興建，今列歷史建築。

## 歷史

### 由來
竹北六家林氏可分為老屋、東山、騰蛟嶺、斗屋、胡陽樓、大埔這六支派，其中屬於老屋派下的林衡山是於乾隆十四年（1749年）從饒平帶兒子林先坤至臺灣。他們先待在彰化永靖，才北上至新竹開墾。林先坤本想在竹北一堡金山面開墾，後來讓給堂哥林欽堂，渡頭前溪到竹北。林先坤到竹北後，向「潘王春」公號租下東興社圓寶庄六張犁的土地。乾隆廿二年（1757年），林先坤衣錦還鄉娶妻，次年帶鄉親們一同回竹北。乾隆廿三年（1758年），林氏鄉親共同設置水溝為界、莿竹為籬，互助共防，演變形成今日的六家。
乾隆卅一年（1766年），林先坤為紀念父親林衡山，在六家建立善慶堂。此作為祭祀祖先之與族人會議地點。內部除有林姓始祖比干外，還供俸年輕版的媽祖神像。
林先坤之子林國寶替父親與祖父追封為奉直大夫後，善慶堂改以「大夫第」之名，並增建前堂，成為二堂二廂二橫建築。林國寶因兒子林秋華中舉興建竹北問禮堂後，大夫第與問禮堂並稱為「南北雙廳、文武雙舉」。
1971年，大夫第改建，仍保留部分早期遺蹟。敇封林先坤與林衡山的官方文件至今還保存在堂內。

### 維護

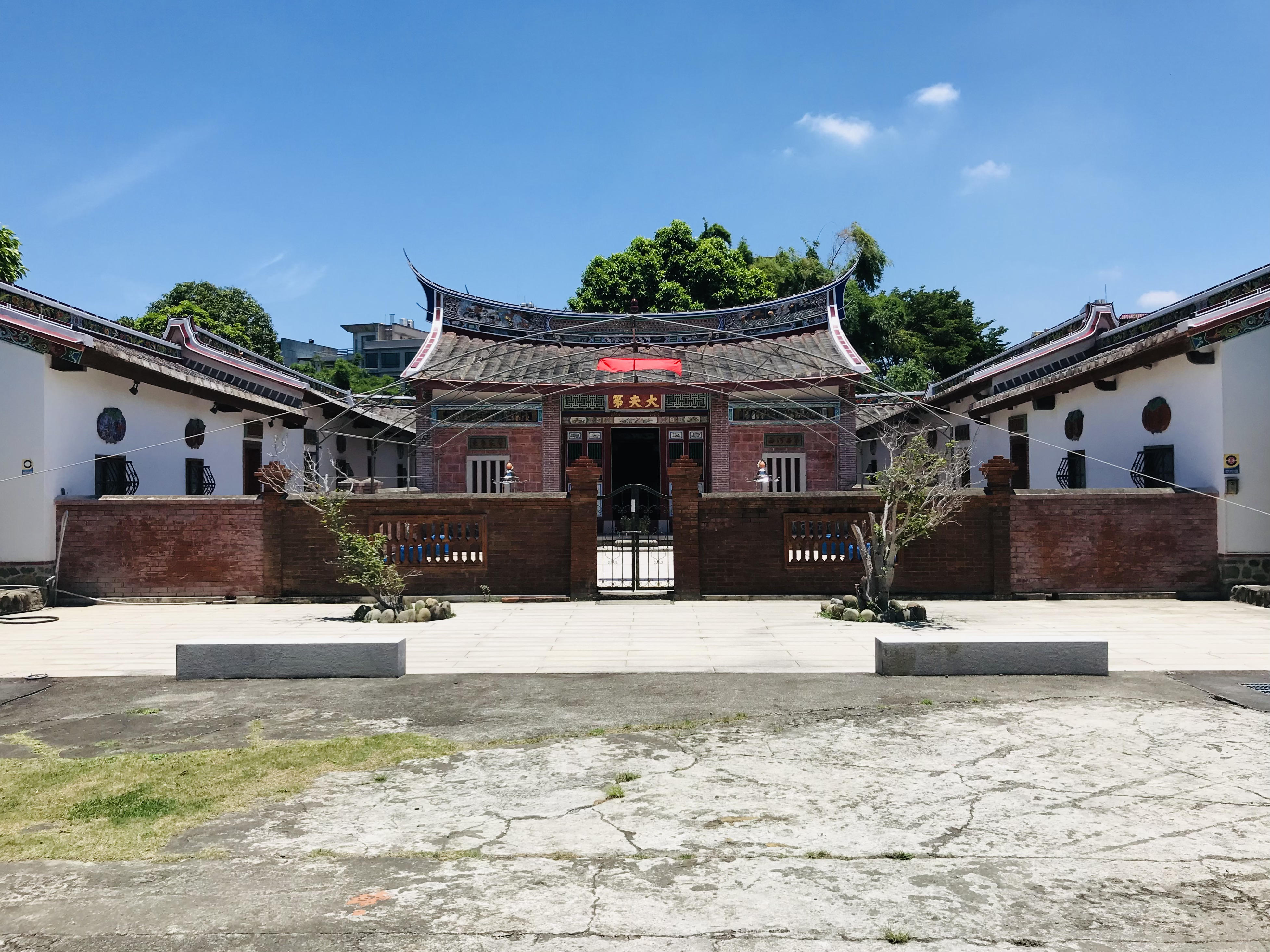
大夫第

林光華為保字輩的林先坤後裔，就出生在大夫第旁的忠孝堂。在立委時期，他就向內政部都市計畫委員會推動將大夫第、問禮堂、忠孝堂土地與周圍列為民俗公園，於1995年4月28日通過土地變更。當上縣長後，林光華於2000年4月5日率縣府有關小組會勘商議整體規劃。2007年9月14日，縣府公告東平里3鄰20號的大夫第等為歷史建築。
大夫第在經過時代變遷中，前堂及右橫屋已毀。2012年，林先坤祭祀公業開會後，決定自行出資修復大夫第。他們委由薛琴建築師事務所規劃、慶仁營造施工，將已消失的右橫屋復原、損壞的左橫屋修復。最後經費相當於原先預算的2倍多，近新台幣9千萬。2014年整修完成，由林光華作大夫第管理人。